# CONCACAF Giants Cup
La CONCACAF Giants Cup (sp. Copa Gigantes de la Concacaf, it. Coppa dei Giganti CONCACAF) fu un torneo internazionale di calcio organizzato dalla CONCACAF nel 2001. Venne disputata un'unica edizione a causa della mancanza di date disponibili nei calendari internazionali.

## Storia
Il progetto prevedeva la creazione di una competizione alla quale partecipassero i club con la più alta affluenza allo stadio nei campionati dei rispettivi paesi d'origine. Alla prima edizione vennero invitate dodici compagini provenienti da otto federazioni differenti; Alajuelense (Costa Rica) e L.A. Galaxy (Stati Uniti) declinarono l'invito. Il progetto, seppur innovativo rispetto alle competizioni vigenti all'epoca, ebbe scarso seguito fin dal principio e venne ampiamente criticato, specie dalla stampa di settore statunitense.
Le finaliste di questa edizione, insieme a quelle dell'edizione successiva e a quelle della CONCACAF Champions' Cup del 2001 e del 2002, avrebbero guadagnato il diritto di partecipare alla CONCACAF Clubs Cup 2003: nuova competizione che a sua volta avrebbe designato il rappresentante CONCACAF per l'edizione 2003 della Coppa del mondo per club FIFA (all'epoca denominata Campionato mondiale per club FIFA). Questa edizione, da programma, si sarebbe dovuta svolgere in Spagna nel 2001 ma venne rinviata di ben due anni a causa di diversi problemi.
La competizione venne viziata da svariati problemi logistici che causarono uno slittamento di oltre tre mesi rispetto a quanto programmato: a causa della concomitanza con le qualificazioni alla CONCACAF Gold Cup 2002 vi erano poche date disponibili nei calendari internazionali e, già dal principio, molti incontri vennero rinviati o disputati in campi neutri. Contribuirono allo slittamento anche i play-off del campionato messicano.
Il problema delle poche date disponibili si riflesse anche sulla CONCACAF Champions' Cup 2001, tanto è vero che il 10 ottobre 2001, dopo che le qualificazioni si erano appena concluse, la CONCACAF decise di sospendere la competizione; le squadre che passarono il turno vennero automaticamente qualificate alla CONCACAF Champions' Cup 2002.
Viste le difficoltà organizzative, la CONCACAF decise di abolire la competizione dopo un'unica edizione disputata, inoltre, visto l'annullamento del Campionato mondiale per club FIFA 2003 (cosa che comportò la cancellazione della CONCACAF Clubs Cup), venne deciso che le finaliste della Giants Cup si sarebbero qualificate alla CONCACAF Champions' Cup 2002.
Al vincitore andarono 50.000$, al secondo 40.000$, al terzo 35.000$ ed infine al quarto 30.000$.

## Primo turno

### Andata
| Arbitro: | Faneijte |

|             |           |          |
| Kijansi 31’ | Marcatori | 63’ Neil |

| Arbitro: | Mejia |

|                                    |           |  |
| L. Torres 15’, 31’, 39’ Machón 44’ | Marcatori |  |

| Arbitro: | Moreno |

|             |           |                            |
| Sampaio 72’ | Marcatori | 11’, 69’ Acevedo 64’ Pérez |

| Arbitro: | Castillo |

|            |           |                                                    |
| Larrea 45’ | Marcatori | 33’ Campos 58’, 83’ Fonseca 67’ Vieira 87’ Centeno |

### Ritorno
| San Juan 9 marzo 2001 | Saprissa | 0 – 0 referto | Alianza | Estadio Ricardo Saprissa Aymá\| Arbitro: \| Carranza \| |
| Arbitro:              | Carranza |               |         |                                                         |

| Arbitro: | Lee |

|                                                  |           |              |
| Shedden 15’, 77’ Neil 60’ Smith 88’ Chin-Sue 90’ | Marcatori | 32’ Reingoud |

| Arbitro: | Recinos |

|               |           |            |
| Caraballo 15’ | Marcatori | 42’ Machón |

| Arbitro: | Rodríguez |

|             |           |              |
| Martins 19’ | Marcatori | 74’ Ponciano |

Passano il turno Arnett Gardens (6-2), Comunicaciones (5-1), CSD Municipal (4-2) e Saprissa (5-1).

## Fase ad eliminazione diretta

### Tabellone
|  | Quarti di finale | Quarti di finale | Quarti di finale | Quarti di finale | Quarti di finale |   |             | Semifinali     | Semifinali     | Semifinali |          |                 | Finale          | Finale          | Finale |  |
|  |                  |                  |                  |                  |                  |   |             |                |                |            |          |                 |                 |                 |        |  |
|  | Arnett Gardens   | Arnett Gardens   | 0                | 1                | 1                |   |             |                |                |            |          |                 |                 |                 |        |  |
|  | Arnett Gardens   | Arnett Gardens   | 0                | 1                | 1                |   |             |                |                |            |          |                 |                 |                 |        |  |
|  | D.C. United      | D.C. United      | 3                | 2                | 5                |   |             |                |                |            |          |                 |                 |                 |        |  |
|  | D.C. United      | D.C. United      | 3                | 2                | 5                |   | D.C. United | D.C. United    | 2              |            |          |                 |                 |                 |        |  |
|  |                  |                  |                  |                  |                  |   | D.C. United | D.C. United    | 2              |            |          |                 |                 |                 |        |  |
|  |                  |                  | Comunicaciones   | Comunicaciones   | 1                |   |             |                |                |            |          |                 |                 |                 |        |  |
|  | Comunicaciones   | Comunicaciones   | Comunicaciones   | Comunicaciones   | 1                | 3 | 1           | 4              |                |            |          |                 |                 |                 |        |  |
|  | Comunicaciones   | Comunicaciones   |                  |                  |                  |   |             | 4              |                |            |          |                 |                 |                 |        |  |
|  | Guadalajara      | Guadalajara      | 1                | 1                | 2                |   |             |                |                |            |          |                 |                 |                 |        |  |
|  | Guadalajara      | Guadalajara      | 1                | 1                | 2                |   | D.C. United | D.C. United    | 0              |            |          |                 |                 |                 |        |  |
|  |                  |                  |                  |                  |                  |   |             |                |                |            |          |                 |                 |                 |        |  |
|  |                  |                  | América          | América          | 2                |   |             |                |                |            |          |                 |                 |                 |        |  |
|  | CSD Municipal    | CSD Municipal    | América          | América          | 2                | 0 | 1           | 1              |                |            |          |                 |                 |                 |        |  |
|  | CSD Municipal    | CSD Municipal    |                  |                  |                  | 0 | 1           | 1              |                |            |          |                 |                 |                 |        |  |
|  | América          | América          | 1                | 2                | 3                |   |             |                |                |            |          |                 |                 |                 |        |  |
|  | América          | América          | 1                | 2                | 3                |   | América     | América        | 2              |            |          | Finale 3º posto | Finale 3º posto | Finale 3º posto |        |  |
|  |                  |                  |                  |                  |                  |   | América     | América        | 2              |            |          |                 |                 |                 |        |  |
|  |                  |                  | Saprissa         | Saprissa         | 1                |   |             |                |                |            |          |                 |                 |                 |        |  |
|  | Saprissa         | Saprissa         | Saprissa         | Saprissa         | 1                | 2 | 1           | 3              |                |            | Saprissa | Saprissa        | 3               |                 |        |  |
|  | Saprissa         | Saprissa         |                  |                  |                  |   |             | 3              |                |            | Saprissa | Saprissa        | 3               |                 |        |  |
|  | Columbus Crew    | Columbus Crew    | 0                | 1                | 1                |   |             | Comunicaciones | Comunicaciones | 1          |          |                 |                 |                 |        |  |

### Quarti di finale

#### Andata
| Arbitro: | Egan |

|  |           |                                      |
|  | Marcatori | 39’, 69’ (rig.) Díaz Arce 59’ Talley |

| Arbitro: | Moreno |

|                               |           |  |
| Centeno 68’ Lapper 90’ (aut.) | Marcatori |  |

| Arbitro: | Mattus |

|  |           |          |
|  | Marcatori | 38’ Luna |

| Arbitro: | Sabillón |

|                              |           |               |
| Valencia 37’, 57’ García 83’ | Marcatori | 54’ Del Ángel |

#### Ritorno
| Arbitro: | Archundia |

|                            |           |           |
| Talley 30’ (rig.) Lisi 86’ | Marcatori | 23’ Earle |

| Arbitro: | Farias |

|                 |           |              |
| Maisonneuve 45’ | Marcatori | 16’ Robinson |

| Arbitro: | Moreno |

|                               |           |           |
| Toledano 9’ Patiño 39’ (rig.) | Marcatori | 16’ Plata |

| Arbitro: | Villar |

|             |           |            |
| Galindo 63’ | Marcatori | 36’ García |

### Semifinali
| Arbitro: | Bynoe |

|                     |           |            |
| Moreno 26’ Lisi 89’ | Marcatori | 22’ Rivera |

| Arbitro: | Sibrian |

|                   |           |               |
| Toledano 22’, 68’ | Marcatori | 38’ D. Torres |

### Finale 3º- 4º posto
| Arbitro: | Moreno |

|                                  |           |            |
| Cordero 32’ Campos 40’ Lacey 65’ | Marcatori | 79’ Machón |

### Finale
| Arbitro: | Bynoe |

|  |           |                        |
|  | Marcatori | 52’ Mendoza 70’ Valdez |

Formazioni:
| D.C. United | América |

| P             |  | Mark Simpson          |     |     |
| D             |  | Scott Vermillion      | 65’ | 68’ |
| D             |  | Eddie Pope            |     |     |
| D             |  | Ryan Nelsen           |     |     |
| D             |  | Stephen Armstrong     |     |     |
| C             |  | Bryan Namoff          |     |     |
| C             |  | Brian Kamler          |     | 84’ |
| C             |  | Marco Etcheverry (c)  |     |     |
| C             |  | Santino Quaranta      |     |     |
| A             |  | Abdul Thompson Conteh | 45’ | 62’ |
| A             |  | Jaime Moreno          |     |     |
| Sostituzioni: |  |                       |     |     |
| D             |  | Chris Albright        |     | 62’ |
| D             |  | Craig Ziadie          |     | 68’ |
| C             |  | José Alegría          |     | 84’ |
| Allenatore:   |  |                       |     |     |
| Thomas Rongen |  |                       |     |     |

| P             |  | Hugo Pineda (c)           | 90’ |     |
| D             |  | Alfredo González Tahuilán | 48’ |     |
| D             |  | Raúl Gutiérrez            |     |     |
| D             |  | Ricardo Rojas             |     |     |
| D             |  | José Antonio Castro       |     |     |
| C             |  | Jonathan Martínez         |     |     |
| C             |  | Franky Oviedo             | 58’ |     |
| C             |  | Jorge Toledano            |     | 64’ |
| C             |  | Octavio Valdez            |     | 84’ |
| A             |  | Christián Patiño          | 14’ | 53’ |
| A             |  | Jesús Mendoza             |     |     |
| Sostituzioni: |  |                           |     |     |
| A             |  | Leonardo Moreno           |     | 53’ |
| D             |  | Carlos Infante            |     | 64’ |
| D             |  | Raúl Alberto Salinas      |     | 84’ |
| Allenatore:   |  |                           |     |     |
| Alfio Basile  |  |                           |     |     |

## Classifica marcatori
| Gol | Rigori |  | Giocatore         | Squadra        |
| --- | ------ |  | ----------------- | -------------- |
| 3   |        |  | Jorge Toledano    | América        |
| 3   |        |  | Martín Machón     | Comunicaciones |
| 3   |        |  | Luis Torres       | Comunicaciones |
| 2   |        |  | Gerald Neil       | Arnett Gardens |
| 2   |        |  | Denton Shedden    | Arnett Gardens |
| 2   |        |  | Freddy García     | Comunicaciones |
| 2   |        |  | Everaldo Valencia | Comunicaciones |
| 2   |        |  | Mario Acevedo     | CSD Municipal  |
| 2   | 1      |  | Raúl Díaz Arce    | D.C. United    |
| 2   |        |  | Mark Lisi         | D.C. United    |
| 2   | 1      |  | Carey Talley      | D.C. United    |
| 2   |        |  | Jeaustin Campos   | Saprissa       |
| 2   |        |  | Wálter Centeno    | Saprissa       |
| 2   |        |  | Rolando Fonseca   | Saprissa       |
| 1   |        |  | Selvin Ponciano   | Águila         |
| 1   |        |  | Marcio Sampaio    | Águila         |
| 1   |        |  | Alejandro Larrea  | Alianza        |
| 1   |        |  | Braulio Luna      | América        |
| 1   |        |  | Jesús Mendoza     | América        |
| 1   | 1      |  | Christián Patiño  | América        |

| Gol | Rigori |  | Giocatore         | Squadra        |
| --- | ------ |  | ----------------- | -------------- |
| 1   |        |  | Octavio Valdez    | América        |
| 1   |        |  | Cornel Chin-Sue   | Arnett Gardens |
| 1   |        |  | Byron Earle       | Arnett Gardens |
| 1   |        |  | Donovan Smith     | Arnett Gardens |
| 1   |        |  | Héctor Del Ángel  | Guadalajara    |
| 1   |        |  | Benjamín Galindo  | Guadalajara    |
| 1   |        |  | Brian Maisonneuve | Columbus Crew  |
| 1   |        |  | Andrés Rivera     | Comunicaciones |
| 1   |        |  | Rodinei Martins   | CSD Municipal  |
| 1   |        |  | Uwaldo Pérez      | CSD Municipal  |
| 1   |        |  | Juan Carlos Plata | CSD Municipal  |
| 1   |        |  | Jaime Moreno      | D.C. United    |
| 1   |        |  | Héctor Caraballo  | Motagua        |
| 1   |        |  | Víctor Cordero    | Saprissa       |
| 1   |        |  | Kervin Lacey      | Saprissa       |
| 1   |        |  | Rayner Robinson   | Saprissa       |
| 1   |        |  | Daniel Torres     | Saprissa       |
| 1   |        |  | Andre Luiz Vieira | Saprissa       |
| 1   |        |  | Benny Kijansi     | Transvaal      |
| 1   |        |  | Regilio Reingoud  | Transvaal      |

Autoreti
- Mike Lapper (1 pro Saprissa)